# Régions du Japon
 (avril 2025).

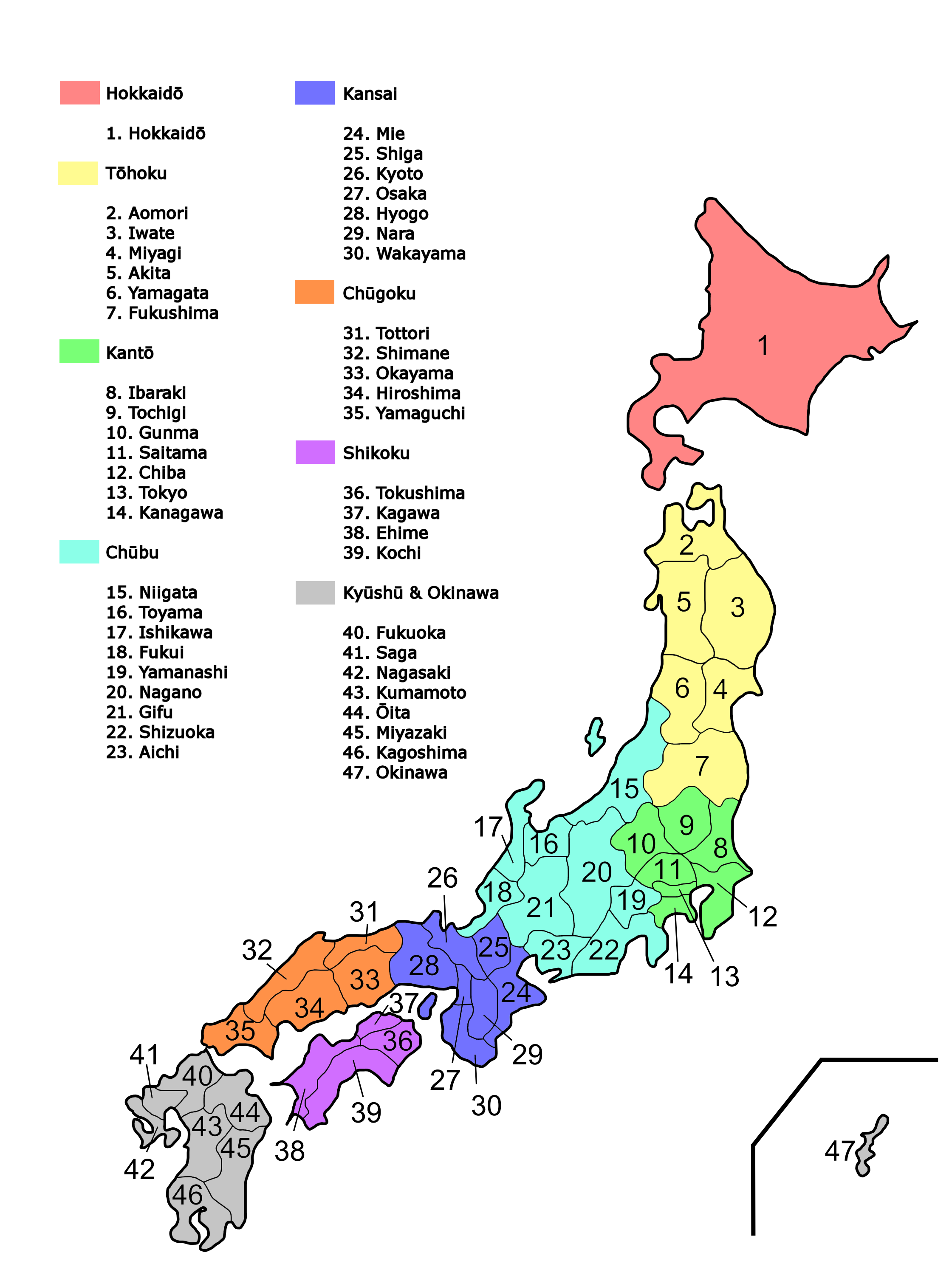
Carte des régions du Japon avec les 47 préfectures qui les composent, du nord au sud : Hokkaidō (rose), Tōhoku (jaune), Chūbu (turquoise), Kantō (vert), Kansai (bleu), Chūgoku (orange), Shikoku (mauve) et Kyūshū (gris).

Les régions du Japon (日本の地方, Nihon no chihō) ne sont pas des divisions administratives officielles. Cependant, on y fait assez fréquemment référence : les cartes géographiques mentionnent les régions, les bulletins météo donnent habituellement les prévisions par régions, et beaucoup d'institutions ou d'entreprises intègrent le nom de leur région à leur dénomination (Kinki Nippon Railway, Chugoku Bank, université du Tōhoku, etc.). Depuis 1996, 180 députés sur les 480 membres de la Chambre des représentants, la chambre basse de la Diète du Japon (le parlement national), sont élus à la proportionnelle de liste dans le cadre de grands blocs législatifs reprenant, pour l'essentiel, le découpage des régions traditionnelles japonaises.  
Chacune des huit régions regroupent plusieurs préfectures, à l'exception de la région de Hokkaidō, qui n'est constituée que de la préfecture homonyme.

## Hokkaidō
La région d'Hokkaidō n'est constituée que de la préfecture de Hokkaidō sur l'île de même nom (la deuxième plus grande île du Japon) et les petites îles avoisinantes.
Autrefois elle incluait  aussi d'autres îles plus au nord, annexées par l'Union soviétique (aujourd'hui la fédération de Russie) depuis la fin de la Seconde Guerre mondiale (dont le sud de l'île de Sakhaline, ainsi que la partie sud des Îles Kouriles qui constituent aujourd'hui la plus proche frontière du Japon avec la Russie).
C'est la seule préfecture qui soit subdivisée en 14 sous-préfectures, du fait de sa très grande étendue.

## Tōhoku
La région de Tōhoku (partie nord de l'île principale de Honshu) est composée de six préfectures :
- Akita
- Aomori
- Fukushima
- Iwate
- Miyagi
- Yamagata

## Kantō
La région de Kantō (au centre-est de l'île principale de Honshu) comprend sept préfectures :
- Chiba
- Gunma
- Ibaraki
- Kanagawa
- Saitama
- Tochigi
- Tōkyō (formant la ville métropole homonyme, capitale du Japon)

## Chūbu
La région du Chūbu (au centre de l'île principale de Honshu) comprend les neuf préfectures suivantes :
- Aichi
- Fukui
- Gifu
- Ishikawa
- Nagano
- Niigata
- Shizuoka
- Toyama
- Yamanashi

La région du Chūbu est parfois elle-même décomposée généralement en trois sous-régions : la région de Hokuriku sur la côte nord-ouest, la région de Kōshinetsu à l'est et la région de Tokai au sud. Les limites de ces dernières ne sont cependant pas fixées avec précision.

## Kansai
La région du Kansai, parfois également appelée Kinki (au centre-ouest de l'île principale de Honshu), est constituée des sept préfectures suivantes :
- Hyōgo
- Kyōto
- Mie
- Nara
- Ōsaka
- Shiga
- Wakayama

## Chūgoku
La région de Chūgoku (à l'ouest de l'île principale de Honshu) comprend les cinq préfectures suivantes :
- Hiroshima
- Okayama
- Shimane
- Tottori
- Yamaguchi

## Shikoku
La région de Shikoku (sur l'île de même nom, la quatrième plus grande île du Japon, qui s'étire le long du sud-est de Chūgoku et au sud-ouest de Kansai) est formée des quatre préfectures suivantes :
- Ehime
- Kagawa
- Kōchi
- Tokushima

## Kyūshū
La région de Kyūshū comprend les huit préfectures suivantes (toutes sur l'île de Kyūshū, la troisième plus grande île du Japon au sud-ouest de Honshu et Shikoku, sauf la préfecture d'Okinawa qui administre l'ensemble des îles Ryūkyū) :
- Fukuoka
- Kagoshima
- Kumamoto
- Miyazaki
- Nagasaki
- Ōita
- Okinawa
- Saga